# 莫斯湖 (丹麥)
56°02′13″N 9°47′24″E / 56.037°N 9.79°E

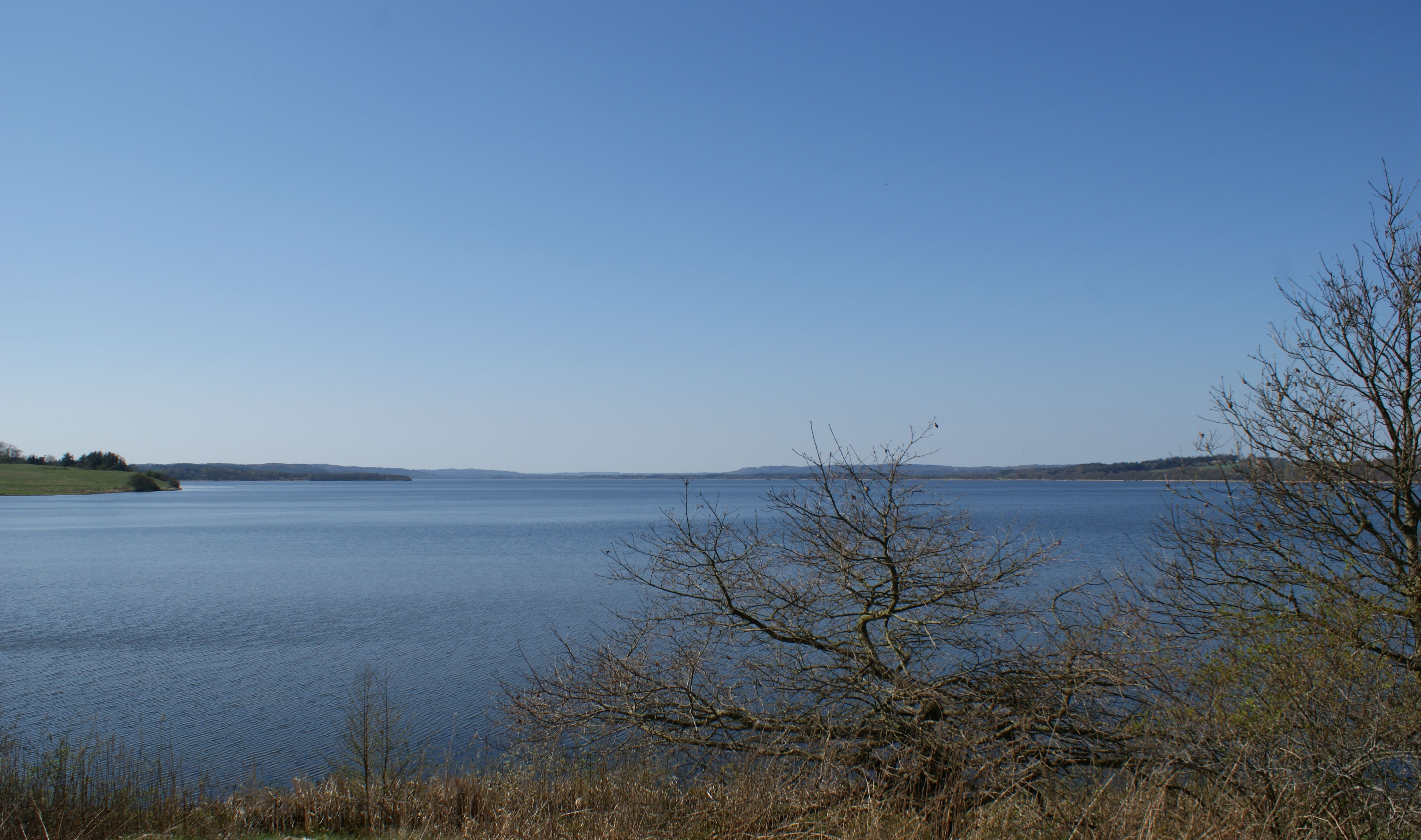
莫斯湖

莫斯湖（丹麥語：Mossø），是丹麥的湖泊，位於日德蘭半島東部，處於斯坎訥堡市鎮以西，面積17平方公里，是該國第三大淡水湖，海拔高度23米，平均水深9米，最大水深22米。